# Klonówka (rejon wileński)
Klonówka (lit. Klevinė) − wieś na Litwie, w rejonie wileńskim, 3 km na północny wschód od Awiżenii, zamieszkana przez 14 ludzi. Przed II wojną światową w Polsce, w powiecie wileńsko-trockim województwa wileńskiego.